# Ворновицький Лев Мойсейович
Лев Мойсе́йович Ворнови́цький (Варновицький; Варнавський; нар. 8 (21) листопада 1904, за іншими відомостями 1906; Любар Житомирськой області — пом. 1 жовтня 1941, с. Кулябівка Яготинського району Київської області) — радянський військовик, який загинув при обороні Києва від нацистських військ, заступник начальника Київського місьвідділу НКВС, куратор футбольної команди Динамо (Київ) від НКВС у 1940—1941 роках.

## Загальні відомості
1935—1937 — на оперативних посадах в апараті УНКВС по Дніпропетровській області. Згодом — начальник відділення 3 (контррозвідувальне відділення) відділу УДБ УНКВС в цій самій області.
З 23 березня 1936 року — лейтенант державної безпеки.
Від травня 1938 року — тимчасовий виконувач обов'язків начальника 11 (водно-транспортного) відділу УДБ УНКВС по Дніпропетровській області.
26 липня 1938 року прикомандирований до центрального апарату НКВС УРСР (в рахунок посади заступника начальника 12 відділу (відділ оперативної техніки) УДБ НКВС). З 14 серпня 1938 р. тимчасово виконував обов'язки заступника начальника 8 відділу (відділ промисловості) 1-го Управління НКВС УРСР.
1938 року — заарештований за «… зв'язок з троцькістами». Звільнений у 1939 році.
8 липня 1939 року звільнений в запас з НКВС за станом здоров'я. Футболіст київського «Динамо» Олександр Скоцень, у житті якого Ворновицький зіграв визначну роль, згадував, що той хворів на сухоти.
31 травня 1940 року був відновлений на роботі в НКВС.
1940—1941 — заступник начальника Київського міськвідділу НКВС.
Загинув 1 жовтня 1941 при обороні Києва від німецьких військ в селі Кулябівка Яготинського району Київської області. За деякими джерелами — застрелився. Похований неподалік від цього села.

## Куратор київського «Динамо»
За спогадами Олександра Скоценя Лев Варновицький за дорученням наркома НКВС УРСР Івана Сєрова з 1940 року опікувався футбольною командою Динамо (Київ). Футболістам було покращено побутові умови й умови для тренувань і Варновицький озвучив завдання перед футбольним колективом: «Наступного сезону кияни повинні посісти першість. За успіхами команди буде наглядати особисто Народний Комісар Внутрішніх Справ УРСР Іван Сєров». Варновицький з повагою ставився до вихідця з Західної України Скоценя і коли того згодом заарештували за доносом, то саме Варновицький допоміг йому звільнитись, що врятувало життя талановитому футболісту.
Коли в липні 1941 року почалася евакуація з Києва, тренер динамівців Михайло Бутусов і її капітан Костянтин Щегоцький намагалися умовити Льва Варновицького відправити у тил не тільки родини футболістів і новачків-футболістів із Західної України, але і всіх інших членів команди. Ворновицький побачив у цьому боягузтво і відмовився допомогти з евакуацією.

## Нагороди
- 20 грудня 1932 — Орден Червоної Зірки
- 14 серпня 1938 — Знак «Почесний працівник ВНК-ДПУ»